# Cal Ferreret
Cal Ferreret és una masia del municipi de Pardines (Ripollès) inclosa en l'Inventari del Patrimoni Arquitectònic de Catalunya.
La façana triangular es deu a l'agrupació de dues cases, freqüent a les agrupacions urbanes. Domina la façana el gran pany de paret de pedra i calç, sobre el que els angles i llindes de les obertures de pedra picada disposades en una primitiva simetria aconsegueixen una combinació expressiva.